# Nuers

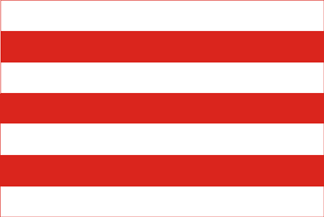
Bandera ètnica dels nuer

Els nuers (naath) són una ètnia nilòtica situat a la zona del Gran Nil Superior, entre Sudan del Sud i l'Etiòpia. Són al voltant del milió de persones. Estan dividits en tribus i aquestes en segments, els principals dels quals són anomenats seccions tribals primàries, i els més petits, seccions tribals secundàries, i al seu torn dividides en seccions tribals terciàries.
Els nuer parlen la llengua nuer, que pertany a la família de llengües nilòtiques. Són el segon grup ètnic més gran del Sudan del Sud. Els nuer són pastors i crien el bestiar com a mitjà de subsistència. El seu bestiar serveix defineix el seu estil de vida. Els nuer es consideren com a "Naath".
Els seus homòlegs de Sudan del Sud són els Horners més occidentals situats a la península de Horn.

## Cultura
Els Nuer porten una vida al voltant del pastoreig, però se sap que de vegades també recorren a l'horticultura, sobretot quan el seu bestiar està amenaçat per malalties. A causa del mal temps estacional, els nuer es mouen per assegurar-se que el seu mitjà de vida sigui segur. Acostumen a viatjar quan arriben les temporades de pluges per protegir el bestiar boví de la febre aftosa provocada per la humitat, i quan els recursos per al bestiar són escassos. L'antropòleg britànic Edward Evan Evans-Pritchard va escriure: "Depenen dels ramats per a la seva mateixa existència... El bestiar és el fil que recorre les institucions, la llengua, els ritus de pas, la política, l'economia i les lleialtats Nuer."